# العودة إلى المنفى
العودة إلى المنفى  رواية مصرية ألفها الكاتب المصري أبو المعاطي أبو النجا. وقع اختيارها كواحدة من ضمن أفضل مائة رواية عربية. صدرت الروايو في جزئين وعددين متتاليين من روايات الهلال مارس وإبريل 1969م، ثم صدرت منها عدة طبعات متتالية منها طبعة مكتبة الأسرة في كتاب واحد عن الهيئة المصرية للكتاب.

## مقتطفات
تروي القصة تحول حلم ثورة 67 المصرية وآمالها إلى كابوس ولغز اختلف الناس في تفسيره بحثاً عن طريق للنور. انطلاقاً من حسه الوطنى، اتخذ الكاتب من حباة خطيب الثورة العرابية موضوعاً لروايته، حيث استدعى شخصية عبد الله النديم الذي عاد من منفاه بفلسطين في مثل تلك الظروف إلى منفى جديد في وطن مستعبد يأسر أهله جراح الهزيمة.